# Issa Sesay
Issa Hassan Sesay (nascido em 27 de junho de 1970) serviu como oficial militar superior e comandante na Frente Revolucionária Unida em sua insurreição contra o governo de Serra Leoa. Dizia-se que ele estava subordinado apenas a Sam Bockarie, o comandante do campo de batalha, e a Johnny Paul Koroma, líder do Conselho Revolucionário das Forças Armadas.
Sesay é conhecido como o comandante que ordenou o desarmamento da Frente Revolucionária Unida, encerrando efetivamente a Guerra Civil de Serra Leoa.
Em 7 de março de 2003, foi indiciado pelo Tribunal Especial para a Serra Leoa por crimes contra a humanidade e outros crimes de guerra, incluindo aterrorizar civis, punições coletivas, homicídios ilegais, crimes contra a humanidade, violência sexual, violência física, utilização de crianças-soldados, raptos e trabalho forçado, pilhagens e incêndios, e ataques ao pessoal da UNAMSIL. Ele se declarou inocente em seu primeiro comparecimento ao tribunal. Em 25 de fevereiro de 2009, Sesay foi condenado por 16 das 18 acusações que enfrentou no Tribunal Especial para a Serra Leoa em Freetown. Juntamente com os antigos líderes Morris Kallon, que recebeu 40 anos, e Augustine Gbao, que recebeu 25, Sesay foi condenado a penas simultâneas pelas acusações, sendo a mais longa uma pena de 52 anos.
Um documentário premiado de Rebecca Richman Cohen lançado em 2010 intitulado War Don Don segue a ascensão e queda do líder rebelde.